# Kljujev
A Kljujev (oroszul: Клюев) orosz családnév. Női változata a Kljujeva.

## Híres Kljujev nevű személyek
Kljujev
- Andrij Kljujev (1964) ukrán politikus és üzletember, 2003–2004 és 2006–2007 között miniszterelnök-helyettes
- Borisz Kljujev (1944–2020) orosz színész
- Gyenisz Kljujev (1973) orosz labdarúgó
- Jevgenyij Kljujev (1954) orosz nyelvész és író
- Nyikolaj Kljujev (1884–1937) orosz költő
- Szerhij Kljujev (1969) ukrán politikus és üzletember

Kljujeva
- Vera Kljujeva (1894–1964) orosz nyelvész, műfordító és költő